# Deuxième tour des éliminatoires de la zone Asie de la Coupe du monde de football 2026
Cet article donne les résultats du deuxième tour de la zone Asie pour les éliminatoires de la Coupe du monde 2026.
Navigation
Premier tour Troisième tour

## Format
Au deuxième tour, les dix vainqueurs du premier tour sont rejoints par les vingt-six autres pays classés de la 1re à la 26e place de la zone Asie suivant le classement FIFA de juillet 2023. Ces trente-six nations sont réparties en neuf groupes de quatre équipes chacun. Au sein de chaque groupe, les équipes s'affrontent toutes en matchs aller-retour. Les deux premiers de chaque groupe se qualifient pour le troisième tour.

## Tirage au sort
Le tirage au sort est effectué le 27 juillet 2023 au siège de l'AFC, à Kuala Lumpur, en Malaisie.
Les équipes ont au préalable été réparties dans cinq pots suivant l'ordre du classement FIFA de juillet 2023 (place mentionnée entre parenthèses dans le tableau suivant).
| Chapeau 1 (têtes de série) | Chapeau 2 | Chapeau 3 | Chapeau 4 |
| --- | --- | --- | --- |
| 1. Japon (20) 2. Iran (22) 3. Australie (27) 4. Corée du Sud (28) 5. Arabie saoudite (54) 6. Qatar (59) 7. Irak (70) 8. Émirats arabes unis (72) 9. Oman (73) | 1. Ouzbékistan (74) 2. Chine (80) 3. Jordanie (82) 4. Bahreïn (86) 5. Syrie (94) 6. Viêt Nam (95) 7. Palestine (96) 8. Kirghizistan (97) 9. Inde (99) | 1. Liban (100) 2. Tadjikistan (110) 3. Thaïlande (113) 4. Corée du Nord (115) 5. Philippines (135) 6. Malaisie (136) 7. Koweït (137) 8. Turkménistan (138) | 1. Hong Kong (149)† 2. Indonésie (150)† 3. Taipei chinois (153)† 4. Yémen (156)†‡ 5. Afghanistan (157)† 6. Singapour (158)† 7. Birmanie (160)† 8. Népal (175)† 9. Bangladesh (189)† 10. Pakistan (201)† |

Les neuf groupes de quatre (A, B, C, D, E, F, G, H, I) sont composés d'une équipe de chaque pot, tirée au sort.
† Les équipes dont l'identité n'était pas connue au moment du tirage au sort.
‡ Équipe déplacée dans le Pot 3 après que les autres équipes du Pot 4 ont été réparties en groupes. Tirage au sort ultérieur dans le Pot 3.

## Résultats

### Groupe A
| Rang | Équipe      | Pts | J | G | N | P | Bp | Bc | Diff |  | Résultats (▼ dom., ► ext.) |     |     |     |     |
| ---- | ----------- | --- | - | - | - | - | -- | -- | ---- |  | -------------------------- | --- | --- | --- | --- |
| 1    | Qatar       | 16  | 6 | 5 | 1 | 0 | 18 | 3  | +15  |  | Qatar                      |     | 3-0 | 2-1 | 8-1 |
| 2    | Koweït      | 7   | 6 | 2 | 1 | 3 | 6  | 6  | 0    |  | Koweït                     | 1-2 |     | 0-1 | 1-0 |
| 3    | Inde        | 5   | 6 | 1 | 2 | 3 | 3  | 7  | -4   |  | Inde                       | 0-3 | 0-0 |     | 1-2 |
| 4    | Afghanistan | 5   | 6 | 1 | 2 | 3 | 3  | 14 | -11  |  | Afghanistan                | 0-0 | 0-4 | 0-0 |     |

| 1re journée                    | Qatar | 8 - 1   | Afghanistan      | Stade international de Khalifa, Doha              |                                                   |
| 16 novembre 2023 18h45 (UTC+3) | Al Haydos 11e · Ali 15e 26e 33e (pen.) 45+3e (pen.) · Meshaal 18e · Alaaeldin 53e (pen.) · Al-Abdullah 90+4e | (6 - 1) | 13e Sharifi      | Spectateurs : 19 374 Arbitrage : Nasrullo Kabirov | Spectateurs : 19 374 Arbitrage : Nasrullo Kabirov |
| 16 novembre 2023 18h45 (UTC+3) | | Rapport | 65e, 90+5e Ataee | Spectateurs : 19 374 Arbitrage : Nasrullo Kabirov | Spectateurs : 19 374 Arbitrage : Nasrullo Kabirov |

| 16 novembre 2023 | Koweït  | 0 - 1   | Inde      | Stade international Jaber Al-Ahmad, Koweït   |                                              |
| 19h30 (UTC+3)    |         | (0 - 0) | 75e Singh | Spectateurs : 32 786 Arbitrage : Shaun Evans | Spectateurs : 32 786 Arbitrage : Shaun Evans |
| 19h30 (UTC+3)    | Rapport |         |           | Spectateurs : 32 786 Arbitrage : Shaun Evans | Spectateurs : 32 786 Arbitrage : Shaun Evans |

| 2e journée                     | Afghanistan | 0 - 4   | Koweït                                           | Stade Prince Mohamed bin Fahd, Dammam ( Arabie saoudite) |                                                   |
| 21 novembre 2023 20h00 (UTC+3) |             | (0 - 1) | 18e (pen.) 80e Al-Khaldi · 69e Daham · 82e Saleh | Spectateurs : 330 Arbitrage : Ahmed Faisal Al-Ali        | Spectateurs : 330 Arbitrage : Ahmed Faisal Al-Ali |
| 21 novembre 2023 20h00 (UTC+3) | Rapport     |         |                                                  | Spectateurs : 330 Arbitrage : Ahmed Faisal Al-Ali        | Spectateurs : 330 Arbitrage : Ahmed Faisal Al-Ali |

| 21 novembre 2023 | Inde    | 0 - 3   | Qatar                                | Kalinga Stadium, Bhubaneswar                      |                                                   |
| 19h00 UTC+5:30   |         | (0 - 1) | 4e Meshaal · 47e Ali · 86e Abdurisag | Spectateurs : 11 389 Arbitrage : Sivakorn Pu-udom | Spectateurs : 11 389 Arbitrage : Sivakorn Pu-udom |
| 19h00 UTC+5:30   | Rapport |         |                                      | Spectateurs : 11 389 Arbitrage : Sivakorn Pu-udom | Spectateurs : 11 389 Arbitrage : Sivakorn Pu-udom |

| 3e journée               | Afghanistan | 0 - 0   | Inde | Stade Prince Sultan bin Abdul Aziz, Abha ( Arabie saoudite) |                                             |
| 21 mars 2024 22h00 UTC+3 |             | (0 - 0) |      | Spectateurs : 3 900 Arbitrage : Kim Hee-gon                 | Spectateurs : 3 900 Arbitrage : Kim Hee-gon |
| 21 mars 2024 22h00 UTC+3 | Rapport     |         |      | Spectateurs : 3 900 Arbitrage : Kim Hee-gon                 | Spectateurs : 3 900 Arbitrage : Kim Hee-gon |

| 21 mars 2024 | Qatar                      | 3 - 0   | Koweït | Stade Jassim-bin-Hamad, Doha                |                                             |
| 21h30 UTC+3  | Afif 47e 68e · Al-Rawi 51e | (0 - 0) |        | Spectateurs : 9 826 Arbitrage : Jumpei Iida | Spectateurs : 9 826 Arbitrage : Jumpei Iida |
| 21h30 UTC+3  | Rapport                    |         |        | Spectateurs : 9 826 Arbitrage : Jumpei Iida | Spectateurs : 9 826 Arbitrage : Jumpei Iida |

| 4e journée                  | Inde                                                             | 1 - 2   | Afghanistan                       | Stade athlétique Indira Gandhi, Guwahati          |                                                   |
| 26 mars 2024 19h00 UTC+5:30 | Chhetri 38e (pen.)                                               | (1 - 0) | 70e Akbari · 88e (pen.) Mukhammad | Spectateurs : 8 932 Arbitrage : Mohammed Al-Hoish | Spectateurs : 8 932 Arbitrage : Mohammed Al-Hoish |
| 26 mars 2024 19h00 UTC+5:30 | Fernandes 25e · Bose 39e · Bheke 43e · Sandhu 87e · Partap 90+6e | Rapport | 36e Amiri · 90+2e Hanifi          | Spectateurs : 8 932 Arbitrage : Mohammed Al-Hoish | Spectateurs : 8 932 Arbitrage : Mohammed Al-Hoish |

| 26 mars 2024 | Koweït                       | 1 - 2   | Qatar                       | Stade Ali Sabah Al-Salem, Al Farwaniyah           |                                                   |
| 22h00 UTC+3  | Daham 79e                    | (0 - 0) | 77e Ali · 80e Ali           | Spectateurs : 8 460 Arbitrage : Sadullo Gulmurodi | Spectateurs : 8 460 Arbitrage : Sadullo Gulmurodi |
| 22h00 UTC+3  | Al Dousari 21e · Bormeya 53e | Rapport | 11e Fathy · 90+6e Abdurisag | Spectateurs : 8 460 Arbitrage : Sadullo Gulmurodi | Spectateurs : 8 460 Arbitrage : Sadullo Gulmurodi |

| 5e journée              | Afghanistan | 0 - 0   | Qatar | Prince Abdullah bin Jalawi Sport City, Al-Hufuf ( Arabie saoudite) |                                                |
| 6 juin 2024 19h00 UTC+3 |             | (0 - 0) |       | Spectateurs : 651 Arbitrage : Sivakorn Pu-udom                     | Spectateurs : 651 Arbitrage : Sivakorn Pu-udom |
| 6 juin 2024 19h00 UTC+3 | Rapport     |         |       | Spectateurs : 651 Arbitrage : Sivakorn Pu-udom                     | Spectateurs : 651 Arbitrage : Sivakorn Pu-udom |

| 6 juin 2024    | Inde    | 0 - 0   | Koweït | Salt Lake Stadium, Calcutta              |                                          |
| 19h00 UTC+5:30 |         | (0 - 0) |        | Spectateurs : 58 921 Arbitrage : Fu Ming | Spectateurs : 58 921 Arbitrage : Fu Ming |
| 19h00 UTC+5:30 | Rapport |         |        | Spectateurs : 58 921 Arbitrage : Fu Ming | Spectateurs : 58 921 Arbitrage : Fu Ming |

| 6e journée               | Qatar                   | 2 - 1   | Inde         | Stade Ahmad-ben-Ali, Al Rayyan               |                                              |
| 11 juin 2024 18h45 UTC+3 | Ayman 73e · Al-Rawi 85e | (0 - 1) | 37e Chhangte | Spectateurs : 2 816 Arbitrage : KIM Woo-sung | Spectateurs : 2 816 Arbitrage : KIM Woo-sung |
| 11 juin 2024 18h45 UTC+3 | Rapport                 |         |              | Spectateurs : 2 816 Arbitrage : KIM Woo-sung | Spectateurs : 2 816 Arbitrage : KIM Woo-sung |

| 11 juin 2024 | Koweït         | 1 - 0   | Afghanistan | Stade Sabah Al Salem, Koweït |                             |
| 18h45 UTC+3  | Al Rashidi 81e | (0 - 0) |             | Arbitrage : Hiroyuki Kimura  | Arbitrage : Hiroyuki Kimura |
| 18h45 UTC+3  | Rapport        |         |             | Arbitrage : Hiroyuki Kimura  | Arbitrage : Hiroyuki Kimura |

### Groupe B
| Rang | Équipe        | Pts | J | G | N | P | Bp | Bc | Diff |  | Résultats (▼ dom., ► ext.) |     |     |     |     |
| ---- | ------------- | --- | - | - | - | - | -- | -- | ---- |  | -------------------------- | --- | --- | --- | --- |
| 1    | Japon         | 18  | 6 | 6 | 0 | 0 | 24 | 0  | +24  |  | Japon                      |     | 1-0 | 5-0 | 5-0 |
| 2    | Corée du Nord | 9   | 6 | 3 | 0 | 3 | 11 | 7  | +4   |  | Corée du Nord              | 0-3 |     | 1-0 | 4-1 |
| 3    | Syrie         | 7   | 6 | 2 | 1 | 3 | 9  | 12 | -3   |  | Syrie                      | 0-5 | 1-0 |     | 7-0 |
| 4    | Birmanie      | 1   | 6 | 0 | 1 | 5 | 3  | 28 | -25  |  | Birmanie                   | 0-5 | 1-6 | 1-1 |     |

| 1re journée                  | Japon                                      | 5 - 0   | Birmanie | Stade de football de Suita, Suita              |                                                |
| 16 novembre 2023 19h00 UTC+9 | Ueda 11e 45+4e 50e · Kamada 28e · Doan 86e | (3 - 0) |          | Spectateurs : 34 484 Arbitrage : Muhammad Taqi | Spectateurs : 34 484 Arbitrage : Muhammad Taqi |
| 16 novembre 2023 19h00 UTC+9 | Rapport                                    |         |          | Spectateurs : 34 484 Arbitrage : Muhammad Taqi | Spectateurs : 34 484 Arbitrage : Muhammad Taqi |

| 16 novembre 2023 | Syrie               | 1 - 0   | Corée du Nord | Stade du Prince Abdullah Al-Faisal, Djeddah ( Arabie saoudite) |                                                 |
| 20h00 UTC+3      | Al Somah 37e (pen.) | (1 - 0) |               | Spectateurs : 4 285 Arbitrage : Alireza Faghani                | Spectateurs : 4 285 Arbitrage : Alireza Faghani |
| 20h00 UTC+3      | Rapport             |         |               | Spectateurs : 4 285 Arbitrage : Alireza Faghani                | Spectateurs : 4 285 Arbitrage : Alireza Faghani |

| 2e journée                      | Birmanie          | 1 - 6   | Corée du Nord                                                             | Stade Thuwunna, Rangoun                         |                                                 |
| 21 novembre 2023 16h00 UTC+6:30 | WIN Naing Tun 77e | (0 - 3) | 30e 54e 56e Il-gwan · 34e (pen.) Ju-song · 38e Kwang-song · 70e Hyong-jin | Spectateurs : 9 500 Arbitrage : Ilgiz Tantashev | Spectateurs : 9 500 Arbitrage : Ilgiz Tantashev |
| 21 novembre 2023 16h00 UTC+6:30 | Rapport           |         |                                                                           | Spectateurs : 9 500 Arbitrage : Ilgiz Tantashev | Spectateurs : 9 500 Arbitrage : Ilgiz Tantashev |

| 21 novembre 2023 | Syrie   | 0 - 5   | Japon                                               | Stade du Prince Abdullah Al-Faisal, Djeddah ( Arabie saoudite) |                                         |
| 20h00 (UTC+3)    |         | (0 - 3) | 32e Kubo · 37e 40e Ueda · 47e Sugawara · 82e Hosoya | Spectateurs : 6 130 Arbitrage : Ma Ning                        | Spectateurs : 6 130 Arbitrage : Ma Ning |
| 20h00 (UTC+3)    | Rapport |         |                                                     | Spectateurs : 6 130 Arbitrage : Ma Ning                        | Spectateurs : 6 130 Arbitrage : Ma Ning |

| 3e journée                  | Birmanie     | 1 - 1   | Syrie       | Stade Thuwunna, Rangoun                       |                                               |
| 21 mars 2024 18h00 UTC+6:30 | Moe Kyaw 35e | (1 - 0) | 71e Al Dali | Spectateurs : 7 580 Arbitrage : Hassan Akrami | Spectateurs : 7 580 Arbitrage : Hassan Akrami |
| 21 mars 2024 18h00 UTC+6:30 | Rapport      |         |             | Spectateurs : 7 580 Arbitrage : Hassan Akrami | Spectateurs : 7 580 Arbitrage : Hassan Akrami |

| 21 mars 2024 | Japon     | 1 - 0   | Corée du Nord | Stade national, Tokyo                          |                                                |
| 19h23 UTC+9  | Tanaka 2e | (1 - 0) |               | Spectateurs : 59 354 Arbitrage : Adel Al-Naqbi | Spectateurs : 59 354 Arbitrage : Adel Al-Naqbi |
| 19h23 UTC+9  | Rapport   |         |               | Spectateurs : 59 354 Arbitrage : Adel Al-Naqbi | Spectateurs : 59 354 Arbitrage : Adel Al-Naqbi |

| 4e journée               | Syrie                                                                   | 7 - 0   | Birmanie                                                                    | Stade du Prince Abdullah Al-Faisal, Djeddah ( Arabie saoudite) |                                                  |
| 26 mars 2024 22h00 UTC+3 | Khribin 30e 54e 63e (pen.) · Hesar 47e · Ajjan Al 51e 68e · Al-Dali 80e | (1 - 0) |                                                                             | Spectateurs : 3 252 Arbitrage : Pranjal Banerjee               | Spectateurs : 3 252 Arbitrage : Pranjal Banerjee |
| 26 mars 2024 22h00 UTC+3 |                                                                         | Rapport | 17e Maung Maung · 34e, 45+3e Win · 65e Feichterbauer · 82e Naing · 83e Lwin | Spectateurs : 3 252 Arbitrage : Pranjal Banerjee               | Spectateurs : 3 252 Arbitrage : Pranjal Banerjee |

| 26 mars 2024 | Corée du Nord | 0 - 3 Forfait | Japon |  |  |
|              |               |               |       |  |  |
|              | Rapport       |               |       |  |  |

| 5e journée                   | Birmanie | 0 - 5   | Japon                                         | Stade Thuwunna, Rangoun                            |                                                    |
| 6 juin 2024 18h40 (UTC+6:30) |          | (0 - 2) | 17e 90+3e Nakamura · 34e Doan · 75e 83e Ogawa | Spectateurs : 21 200 Arbitrage : Majed Al-Shamrani | Spectateurs : 21 200 Arbitrage : Majed Al-Shamrani |
| 6 juin 2024 18h40 (UTC+6:30) | Rapport  |         |                                               | Spectateurs : 21 200 Arbitrage : Majed Al-Shamrani | Spectateurs : 21 200 Arbitrage : Majed Al-Shamrani |

| 6 juin 2024 | Corée du Nord      | 1 - 0   | Syrie | Stade national du Laos, Vientiane ( Laos)   |                                             |
| 20h00 UTC+7 | Jong Il-gwan 90+2e | (0 - 0) |       | Spectateurs : 100 Arbitrage : Salman Falahi | Spectateurs : 100 Arbitrage : Salman Falahi |
| 20h00 UTC+7 | Rapport            |         |       | Spectateurs : 100 Arbitrage : Salman Falahi | Spectateurs : 100 Arbitrage : Salman Falahi |

| 6e journée               | Japon                                                                   | 5 - 0   | Syrie | Edion Peace Wing Hiroshima, Hiroshima         |                                               |
| 11 juin 2024 19h14 UTC+9 | Ueda 13e · Doan 19e · Krouma 21e (csc) · Soma 73e (pen.) · Minamino 85e | (3 - 0) |       | Spectateurs : 26 650 Arbitrage : Ahmad Al-Ali | Spectateurs : 26 650 Arbitrage : Ahmad Al-Ali |
| 11 juin 2024 19h14 UTC+9 | Rapport                                                                 |         |       | Spectateurs : 26 650 Arbitrage : Ahmad Al-Ali | Spectateurs : 26 650 Arbitrage : Ahmad Al-Ali |

| 11 juin 2024 | Corée du Nord                                 | 4 - 1   | Birmanie         | Stade national du Laos, Vientiane ( Laos) |                                           |
| 20h00 UTC+7  | Ri Il-song 12e · Ri Jo-guk 16e 43e 87e (pen.) | (3 - 0) | 57e Wai Lin Aung | Spectateurs : 141 Arbitrage : Shen Yinhao | Spectateurs : 141 Arbitrage : Shen Yinhao |
| 20h00 UTC+7  | Rapport                                       |         |                  | Spectateurs : 141 Arbitrage : Shen Yinhao | Spectateurs : 141 Arbitrage : Shen Yinhao |

### Groupe C
| Rang | Équipe       | Pts | J | G | N | P | Bp | Bc | Diff |  | Résultats (▼ dom., ► ext.) |     |     |     |     |
| ---- | ------------ | --- | - | - | - | - | -- | -- | ---- |  | -------------------------- | --- | --- | --- | --- |
| 1    | Corée du Sud | 16  | 6 | 5 | 1 | 0 | 20 | 1  | +19  |  | Corée du Sud               |     | 1-0 | 1-1 | 5-0 |
| 2*   | Chine        | 8   | 6 | 2 | 2 | 2 | 9  | 9  | 0    |  | Chine                      | 0-3 |     | 1-1 | 4-1 |
| 3*   | Thaïlande    | 8   | 6 | 2 | 2 | 2 | 9  | 9  | 0    |  | Thaïlande                  | 0-3 | 1-2 |     | 3-1 |
| 4    | Singapour    | 1   | 6 | 0 | 1 | 5 | 5  | 24 | -19  |  | Singapour                  | 0-7 | 2-2 | 1-3 |     |

* Points de tête-à-tête: Chine 4, Thaïlande 1.
| 1re journée                  | Corée du Sud                                                                 | 5 - 0   | Singapour | Stade de la Coupe du monde de Séoul, Séoul     |                                                |
| 16 novembre 2023 20h00 UTC+9 | Gue-sung 44e · Hee-chan 49e · Heung-min 63e · Ui-jo 68e (pen.) · Kang-in 85e | (1 - 0) |           | Spectateurs : 64 381 Arbitrage : Bijan Heydari | Spectateurs : 64 381 Arbitrage : Bijan Heydari |
| 16 novembre 2023 20h00 UTC+9 | Rapport                                                                      |         |           | Spectateurs : 64 381 Arbitrage : Bijan Heydari | Spectateurs : 64 381 Arbitrage : Bijan Heydari |

| 16 novembre 2023 | Thaïlande  | 1 - 2   | Chine                   | Stade Rajamangala, Bangkok                     |                                                |
| 19h30 UTC+7      | Yooyen 23e | (1 - 1) | 29e Lei · 74e Shangyuan | Spectateurs : 35 009 Arbitrage : Salman Falahi | Spectateurs : 35 009 Arbitrage : Salman Falahi |
| 19h30 UTC+7      | Rapport    |         |                         | Spectateurs : 35 009 Arbitrage : Salman Falahi | Spectateurs : 35 009 Arbitrage : Salman Falahi |

| 2e journée                   | Singapour | 1 - 3   | Thaïlande                     | Stade national, Singapour                     |                                               |
| 21 novembre 2023 20h00 UTC+8 | Anuar 41e | (1 - 1) | 5e Sarachat · 66e 87e Mueanta | Spectateurs : 29 644 Arbitrage : Ahmad Al-Ali | Spectateurs : 29 644 Arbitrage : Ahmad Al-Ali |
| 21 novembre 2023 20h00 UTC+8 | Rapport   |         |                               | Spectateurs : 29 644 Arbitrage : Ahmad Al-Ali | Spectateurs : 29 644 Arbitrage : Ahmad Al-Ali |

| 21 novembre 2023 | Chine   | 0 - 3   | Corée du Sud                              | Stade du centre sportif universitaire de Shenzhen, Shenzhen |                                                        |
| 20h00 UTC+8      |         | (0 - 2) | 11e (pen.) 45e Heung-min · 87e Seung-hyun | Spectateurs : 39 969 Arbitrage : Abdulrahman Al-Jassim      | Spectateurs : 39 969 Arbitrage : Abdulrahman Al-Jassim |
| 20h00 UTC+8      | Rapport |         |                                           | Spectateurs : 39 969 Arbitrage : Abdulrahman Al-Jassim      | Spectateurs : 39 969 Arbitrage : Abdulrahman Al-Jassim |

| 3e journée               | Corée du Sud  | 1 - 1   | Thaïlande   | Stade de la Coupe du monde de Séoul, Séoul              |                                                         |
| 21 mars 2024 20h00 UTC+9 | Heung-min 42e | (1 - 0) | 61e Mueanta | Spectateurs : 64 912 Arbitrage : Khalid Saleh Al Turais | Spectateurs : 64 912 Arbitrage : Khalid Saleh Al Turais |
| 21 mars 2024 20h00 UTC+9 | Rapport       |         |             | Spectateurs : 64 912 Arbitrage : Khalid Saleh Al Turais | Spectateurs : 64 912 Arbitrage : Khalid Saleh Al Turais |

| 21 mars 2024 | Singapour              | 2 - 2   | Chine         | Stade national, Singapour                    |                                              |
| 20h30 UTC+8  | Faris 53e · Mahler 81e | (0 - 2) | 10e 45+2e Lei | Spectateurs : 28 414 Arbitrage : Shaun Evans | Spectateurs : 28 414 Arbitrage : Shaun Evans |
| 20h30 UTC+8  | Rapport                |         |               | Spectateurs : 28 414 Arbitrage : Shaun Evans | Spectateurs : 28 414 Arbitrage : Shaun Evans |

| 4e journée               | Chine                                             | 4 - 1   | Singapour  | Centre olympique de Tianjin, Tianjin         |                                              |
| 26 mars 2024 20h00 UTC+8 | Lei 21e 85e · Fernandinho 65e (pen.) · Shihao 90e | (1 - 1) | 22e Ramli  | Spectateurs : 42 977 Arbitrage : Omar Al-Ali | Spectateurs : 42 977 Arbitrage : Omar Al-Ali |
| 26 mars 2024 20h00 UTC+8 | Lei 67e · Gao 68e · Li 79e                        | Rapport | 63e Mahler | Spectateurs : 42 977 Arbitrage : Omar Al-Ali | Spectateurs : 42 977 Arbitrage : Omar Al-Ali |

| 26 mars 2024 | Thaïlande                     | 0 - 3   | Corée du Sud                                    | Stade Rajamangala, Bangkok                       |                                                  |
| 19h30 UTC+7  |                               | (0 - 1) | 19e Lee Jae-sung · 54e Son Heung-min · 82e Park | Spectateurs : 45 458 Arbitrage : Adham Makhadmeh | Spectateurs : 45 458 Arbitrage : Adham Makhadmeh |
| 19h30 UTC+7  | Hemviboon 59e · Mickleson 76e | Rapport | 41e Cho Gue-Sung                                | Spectateurs : 45 458 Arbitrage : Adham Makhadmeh | Spectateurs : 45 458 Arbitrage : Adham Makhadmeh |

| 5e journée              | Singapour | 0 - 7   | Corée du Sud                                                                                       | Stade national, Singapour                          |                                                    |
| 6 juin 2024 20h00 UTC+8 |           | (0 - 2) | 9e 54e Lee Kang-in · 20e Joo Min-kyu · 53e 56e Son Heung-min · 79e Bae Jun-ho · 81e Hwang Hee-chan | Spectateurs : 49 097 Arbitrage : Sadullo Gulmurodi | Spectateurs : 49 097 Arbitrage : Sadullo Gulmurodi |
| 6 juin 2024 20h00 UTC+8 | Rapport   |         | | Spectateurs : 49 097 Arbitrage : Sadullo Gulmurodi | Spectateurs : 49 097 Arbitrage : Sadullo Gulmurodi |

| 6 juin 2024 | Chine      | 1 - 1   | Thaïlande    | Stade du Centre des Sports olympiques de Shenyang, Shenyang |                                                  |
| 20h00 UTC+8 | Behram 79e | (0 - 1) | 20e Supachok | Spectateurs : 46 979 Arbitrage : Ilgiz Tantashev            | Spectateurs : 46 979 Arbitrage : Ilgiz Tantashev |
| 20h00 UTC+8 | Rapport    |         |              | Spectateurs : 46 979 Arbitrage : Ilgiz Tantashev            | Spectateurs : 46 979 Arbitrage : Ilgiz Tantashev |

| 6e journée               | Corée du Sud    | 1 - 0   | Chine | Stade de la Coupe du monde de Séoul, Séoul         |                                                    |
| 11 juin 2024 20h00 UTC+9 | Lee Kang-in 61e | (0 - 0) |       | Spectateurs : 64 935 Arbitrage : Mohammed Al Hoish | Spectateurs : 64 935 Arbitrage : Mohammed Al Hoish |
| 11 juin 2024 20h00 UTC+9 | Rapport         |         |       | Spectateurs : 64 935 Arbitrage : Mohammed Al Hoish | Spectateurs : 64 935 Arbitrage : Mohammed Al Hoish |

| 11 juin 2024 | Thaïlande                                 | 3 - 1   | Singapour        | Stade Rajamangala, Bangkok                            |                                                       |
| 19h30 UTC+7  | Mueanta 37e · Arjvirai 79e · Wonggorn 86e | (1 - 0) | 57e Ikhsan Fandi | Spectateurs : 39 404 Arbitrage : Mohanad Qasim Sarray | Spectateurs : 39 404 Arbitrage : Mohanad Qasim Sarray |
| 19h30 UTC+7  | Rapport                                   |         |                  | Spectateurs : 39 404 Arbitrage : Mohanad Qasim Sarray | Spectateurs : 39 404 Arbitrage : Mohanad Qasim Sarray |

### Groupe D
| Rang | Équipe         | Pts | J | G | N | P | Bp | Bc | Diff |  | Résultats (▼ dom., ► ext.) |     |     |     |     |
| ---- | -------------- | --- | - | - | - | - | -- | -- | ---- |  | -------------------------- | --- | --- | --- | --- |
| 1    | Oman           | 13  | 6 | 4 | 1 | 1 | 11 | 2  | +9   |  | Oman                       |     | 1-1 | 2-0 | 3-0 |
| 2    | Kirghizistan   | 11  | 6 | 3 | 2 | 1 | 13 | 7  | +6   |  | Kirghizistan               | 1-0 |     | 1-1 | 5-0 |
| 3    | Malaisie       | 10  | 6 | 3 | 1 | 2 | 9  | 9  | 0    |  | Malaisie                   | 0-2 | 4-3 |     | 3-1 |
| 4    | Taipei chinois | 0   | 6 | 0 | 0 | 6 | 2  | 17 | -15  |  | Taipei chinois             | 0-3 | 0-2 | 0-1 |     |

| 1re journée                  | Oman                                                 | 3 - 0   | Taipei chinois | Sultan Qaboos Sports Complex, Mascate             |                                                   |
| 16 novembre 2023 19h00 UTC+4 | Al-Malki 17e · Pan Wen-chieh 41e (csc) · Saleh 90+2e | (2 - 0) |                | Spectateurs : 4 155 Arbitrage : Sadullo Gulmurodi | Spectateurs : 4 155 Arbitrage : Sadullo Gulmurodi |
| 16 novembre 2023 19h00 UTC+4 | Rapport                                              |         |                | Spectateurs : 4 155 Arbitrage : Sadullo Gulmurodi | Spectateurs : 4 155 Arbitrage : Sadullo Gulmurodi |

| 16 novembre 2023 | Malaisie                                        | 4 - 3   | Kirghizistan                                    | Stade national Bukit Jalil, Kuala Lumpur        |                                                 |
| 21h00 UTC+8      | Cools 7e 77e · Brauzman 72e (csc) · Halim 90+3e | (1 - 2) | 42e Zhyrgalbek uulu · 44e Batyrkanov · 57e Merk | Spectateurs : 17 142 Arbitrage : Ammar Mahfoodh | Spectateurs : 17 142 Arbitrage : Ammar Mahfoodh |
| 21h00 UTC+8      | Rapport                                         |         |                                                 | Spectateurs : 17 142 Arbitrage : Ammar Mahfoodh | Spectateurs : 17 142 Arbitrage : Ammar Mahfoodh |

| 2e journée                   | Taipei chinois | 0 - 1   | Malaisie | Stade municipal de Taipei, Taipei                 |                                                   |
| 21 novembre 2023 19h00 UTC+8 |                | (0 - 0) | 72e Lok  | Spectateurs : 9 521 Arbitrage : Majed Al-Shamrani | Spectateurs : 9 521 Arbitrage : Majed Al-Shamrani |
| 21 novembre 2023 19h00 UTC+8 | Rapport        |         |          | Spectateurs : 9 521 Arbitrage : Majed Al-Shamrani | Spectateurs : 9 521 Arbitrage : Majed Al-Shamrani |

| 21 novembre 2023 | Kirghizistan      | 1 - 0   | Oman | Spartak Stadium, Bichkek                           |                                                    |
| 20h00 UTC+6      | Abdurakhmanov 49e | (0 - 0) |      | Spectateurs : 10 783 Arbitrage : Mooud Bonyadifard | Spectateurs : 10 783 Arbitrage : Mooud Bonyadifard |
| 20h00 UTC+6      | Rapport           |         |      | Spectateurs : 10 783 Arbitrage : Mooud Bonyadifard | Spectateurs : 10 783 Arbitrage : Mooud Bonyadifard |

| 3e journée               | Taipei chinois | 0 - 2   | Kirghizistan                 | Stade de football de Nanzih, Kaohsiung         |                                                |
| 21 mars 2024 19h00 UTC+8 |                | (0 - 0) | 54e (pen.) Kichin · 80e Merk | Spectateurs : 1 028 Arbitrage : Yahya Al-Mulla | Spectateurs : 1 028 Arbitrage : Yahya Al-Mulla |
| 21 mars 2024 19h00 UTC+8 | Rapport        |         |                              | Spectateurs : 1 028 Arbitrage : Yahya Al-Mulla | Spectateurs : 1 028 Arbitrage : Yahya Al-Mulla |

| 21 mars 2024 | Oman                           | 2 - 0   | Malaisie | Sultan Qaboos Sports Complex, Mascate    |                                          |
| 22h00 UTC+4  | Al-Sabhi 58e · Al-Ghassani 88e | (0 - 0) |          | Spectateurs : 21 836 Arbitrage : Fu Ming | Spectateurs : 21 836 Arbitrage : Fu Ming |
| 22h00 UTC+4  | Rapport                        |         |          | Spectateurs : 21 836 Arbitrage : Fu Ming | Spectateurs : 21 836 Arbitrage : Fu Ming |

| 4e journée               | Kirghizistan                                 | 5 - 1   | Taipei chinois | Spartak Stadium, Bichkek                        |                                                 |
| 26 mars 2024 20h00 UTC+6 | Kojo 17e 38e 45e · Brauzman 79e · Merk 90+5e | (3 - 0) | 87e (pen.) Wu  | Spectateurs : 13 657 Arbitrage : Ammar Mahfoodh | Spectateurs : 13 657 Arbitrage : Ammar Mahfoodh |
| 26 mars 2024 20h00 UTC+6 |                                              | Rapport | 50e Wu         | Spectateurs : 13 657 Arbitrage : Ammar Mahfoodh | Spectateurs : 13 657 Arbitrage : Ammar Mahfoodh |

| 26 mars 2024 | Malaisie    | 0 - 2   | Oman                                           | Stade national Bukit Jalil, Kuala Lumpur      |                                               |
| 22h00 UTC+8  |             | (0 - 1) | 45+4e (pen.) Al Malki · 90+4e Al Ghafri        | Spectateurs : 26 499 Arbitrage : Ko Hyung-jin | Spectateurs : 26 499 Arbitrage : Ko Hyung-jin |
| 22h00 UTC+8  | Hamzi 45+3e | Rapport | 84e Al Ghafri · 85e Al Shamousi · 90e Al Saadi | Spectateurs : 26 499 Arbitrage : Ko Hyung-jin | Spectateurs : 26 499 Arbitrage : Ko Hyung-jin |

| 5e journée              | Taipei chinois | 0 - 3   | Oman                     | Stade national, Kaohsiung                   |                                             |
| 6 juin 2024 19h00 UTC+8 |                | (0 - 1) | 31e 55e 75e Al-Mushaifri | Spectateurs : 5 700 Arbitrage : Zaid Thamer | Spectateurs : 5 700 Arbitrage : Zaid Thamer |
| 6 juin 2024 19h00 UTC+8 | Rapport        |         |                          | Spectateurs : 5 700 Arbitrage : Zaid Thamer | Spectateurs : 5 700 Arbitrage : Zaid Thamer |

| 6 juin 2024 | Kirghizistan | 1 - 1   | Malaisie                | Spartak Stadium, Bichkek                         |                                                  |
| 21h00 UTC+6 | Alykulov 24e | (1 - 1) | 38e (csc) Abdurakhmanov | Spectateurs : 14 135 Arbitrage : Adham Makhadmeh | Spectateurs : 14 135 Arbitrage : Adham Makhadmeh |
| 21h00 UTC+6 | Rapport      |         |                         | Spectateurs : 14 135 Arbitrage : Adham Makhadmeh | Spectateurs : 14 135 Arbitrage : Adham Makhadmeh |

| 6e journée               | Oman               | 1 - 1   | Kirghizistan   | Sultan Qaboos Sports Complex, Mascate            |                                                  |
| 11 juin 2024 20h00 UTC+4 | Tokotaev 57e (csc) | (0 - 1) | 19e Zarypbekov | Spectateurs : 13 754 Arbitrage : Alireza Faghani | Spectateurs : 13 754 Arbitrage : Alireza Faghani |
| 11 juin 2024 20h00 UTC+4 | Rapport            |         |                | Spectateurs : 13 754 Arbitrage : Alireza Faghani | Spectateurs : 13 754 Arbitrage : Alireza Faghani |

| 11 juin 2024 | Malaisie                                  | 3 - 1   | Taipei chinois   | Stade national Bukit Jalil, Kuala Lumpur         |                                                  |
| 21h00 UTC+8  | Safawi 53e · Paulo Josué 69e · Adib 90+6e | (0 - 1) | 20e Yu Yao-hsing | Spectateurs : 14 731 Arbitrage : Abdullah Jamali | Spectateurs : 14 731 Arbitrage : Abdullah Jamali |
| 21h00 UTC+8  | Rapport                                   |         |                  | Spectateurs : 14 731 Arbitrage : Abdullah Jamali | Spectateurs : 14 731 Arbitrage : Abdullah Jamali |

### Groupe E
| Rang | Équipe       | Pts | J | G | N | P | Bp | Bc | Diff |  | Résultats (▼ dom., ► ext.) |     |     |     |     |
| ---- | ------------ | --- | - | - | - | - | -- | -- | ---- |  | -------------------------- | --- | --- | --- | --- |
| 1    | Iran         | 14  | 6 | 4 | 2 | 0 | 16 | 4  | +12  |  | Iran                       |     | 0-0 | 5-0 | 4-0 |
| 2    | Ouzbékistan  | 14  | 6 | 4 | 2 | 0 | 13 | 4  | +9   |  | Ouzbékistan                | 2-2 |     | 3-1 | 3-0 |
| 3    | Turkménistan | 2   | 6 | 0 | 2 | 4 | 4  | 14 | -10  |  | Turkménistan               | 0-1 | 1-3 |     | 0-0 |
| 4    | Hong Kong    | 2   | 6 | 0 | 2 | 4 | 4  | 15 | -11  |  | Hong Kong                  | 2-4 | 0-2 | 2-2 |     |

| 1re journée                     | Iran                                         | 4 - 0   | Hong Kong | Stade Azadi, Téhéran                             |                                                  |
| 16 novembre 2023 18h00 UTC+3:30 | Azmoun 12e 15e · Taremi 87e · Rezaeian 90+2e | (2 - 0) |           | Spectateurs : 6 191 Arbitrage : Nazmi Nasaruddin | Spectateurs : 6 191 Arbitrage : Nazmi Nasaruddin |
| 16 novembre 2023 18h00 UTC+3:30 | Rapport                                      |         |           | Spectateurs : 6 191 Arbitrage : Nazmi Nasaruddin | Spectateurs : 6 191 Arbitrage : Nazmi Nasaruddin |

| 16 novembre 2023 | Turkménistan | 1 - 3   | Ouzbékistan                         | Stade Achgabat, Achgabat                         |                                                  |
| 19h00 UTC+5      | Durdyýew 44e | (1 - 0) | 57e 77e Shukurov · 90+1e Shomurodov | Spectateurs : 19 500 Arbitrage : Hiroyuki Kimura | Spectateurs : 19 500 Arbitrage : Hiroyuki Kimura |
| 19h00 UTC+5      | Rapport      |         |                                     | Spectateurs : 19 500 Arbitrage : Hiroyuki Kimura | Spectateurs : 19 500 Arbitrage : Hiroyuki Kimura |

| 2e journée                   | Hong Kong              | 2 - 2   | Turkménistan    | Stade de Hong Kong, Hong Kong                 |                                               |
| 21 novembre 2023 20h00 UTC+8 | Wong 12e · Camargo 65e | (1 - 2) | 4e 36e Mingazov | Spectateurs : 6 601 Arbitrage : Adel Al-Naqbi | Spectateurs : 6 601 Arbitrage : Adel Al-Naqbi |
| 21 novembre 2023 20h00 UTC+8 | Rapport                |         |                 | Spectateurs : 6 601 Arbitrage : Adel Al-Naqbi | Spectateurs : 6 601 Arbitrage : Adel Al-Naqbi |

| 21 novembre 2023 | Ouzbékistan              | 2 - 2   | Iran                      | Stade de Milliy, Tachkent                                        |                                                                  |
| 18h00 UTC+5      | Urunov 52e · Sergeev 83e | (0 - 2) | 14e Rezaeian · 38e Taremi | Spectateurs : 32 551 Arbitrage : Mohammed Abdulla Hassan Mohamed | Spectateurs : 32 551 Arbitrage : Mohammed Abdulla Hassan Mohamed |
| 18h00 UTC+5      | Rapport                  |         |                           | Spectateurs : 32 551 Arbitrage : Mohammed Abdulla Hassan Mohamed | Spectateurs : 32 551 Arbitrage : Mohammed Abdulla Hassan Mohamed |

| 3e journée               | Hong Kong | 0 - 2   | Ouzbékistan                     | Mong Kok Stadium, Hong Kong                  |                                              |
| 21 mars 2024 20h00 UTC+8 |           | (0 - 0) | 49e Shomurodov · 66e Ashurmatov | Spectateurs : 6 263 Arbitrage : Kim Woo-sung | Spectateurs : 6 263 Arbitrage : Kim Woo-sung |
| 21 mars 2024 20h00 UTC+8 | Rapport   |         |                                 | Spectateurs : 6 263 Arbitrage : Kim Woo-sung | Spectateurs : 6 263 Arbitrage : Kim Woo-sung |

| 21 mars 2024   | Iran                                                        | 5 - 0   | Turkménistan | Stade Azadi, Téhéran                          |                                               |
| 19h30 UTC+3:30 | Kanaani 10e 48e · Azmoun 13e · Mohebi 56e · Noorafkan 90+2e | (2 - 0) |              | Spectateurs : 23 109 Arbitrage : Yusuke Araki | Spectateurs : 23 109 Arbitrage : Yusuke Araki |
| 19h30 UTC+3:30 | Rapport                                                     |         |              | Spectateurs : 23 109 Arbitrage : Yusuke Araki | Spectateurs : 23 109 Arbitrage : Yusuke Araki |

| 4e journée               | Ouzbékistan                               | 3 - 0   | Hong Kong           | Stade de Milliy, Tachkent                            |                                                      |
| 26 mars 2024 19h30 UTC+5 | Shomurodov 20e · Erkinov 63e · Urunov 70e | (1 - 0) |                     | Spectateurs : 29 584 Arbitrage : Ahmed Faisal Al-Ali | Spectateurs : 29 584 Arbitrage : Ahmed Faisal Al-Ali |
| 26 mars 2024 19h30 UTC+5 | Masharipov 68e · Sayfiev 80e              | Rapport | 90+3e Tsui Wang-Kit | Spectateurs : 29 584 Arbitrage : Ahmed Faisal Al-Ali | Spectateurs : 29 584 Arbitrage : Ahmed Faisal Al-Ali |

| 26 mars 2024 | Turkménistan                                                | 0 - 1   | Iran                                | Stade Achgabat, Achgabat                          |                                                   |
| 20h00 UTC+5  |                                                             | (0 - 1) | 45+5e Ghayedi                       | Spectateurs : 10 230 Arbitrage : Sivakorn Pu-udom | Spectateurs : 10 230 Arbitrage : Sivakorn Pu-udom |
| 20h00 UTC+5  | Durdyyew 37e · Gurbanow 40e · Abdurahmanov 58e · Orazow 74e | Rapport | 39e Kanaanizadegan · 90+1e Rezaeian | Spectateurs : 10 230 Arbitrage : Sivakorn Pu-udom | Spectateurs : 10 230 Arbitrage : Sivakorn Pu-udom |

| 5e journée        | Hong Kong                  | 2 - 4   | Iran                                          | Stade de Hong Kong, Hong Kong                  |                                                |
| 6 juin 2024 UTC+8 | Ma Hei Wai 14e · Pinto 59e | (1 - 2) | 12e (pen.) 34e (pen.) 56e Taremi · 65e Azmoun | Spectateurs : 9 992 Arbitrage : Qasim Al-Hatmi | Spectateurs : 9 992 Arbitrage : Qasim Al-Hatmi |
| 6 juin 2024 UTC+8 | Rapport                    |         |                                               | Spectateurs : 9 992 Arbitrage : Qasim Al-Hatmi | Spectateurs : 9 992 Arbitrage : Qasim Al-Hatmi |

| 6 juin 2024 | Ouzbékistan                                | 3 - 1   | Turkménistan | Stade de Milliy, Tachkent                     |                                               |
| UTC+5       | Aliqulov 17e · Urunov 29e · Nasrullaev 70e | (2 - 1) | 25e Tirkişow | Spectateurs : 27 306 Arbitrage : Yusuke Araki | Spectateurs : 27 306 Arbitrage : Yusuke Araki |
| UTC+5       | Rapport                                    |         |              | Spectateurs : 27 306 Arbitrage : Yusuke Araki | Spectateurs : 27 306 Arbitrage : Yusuke Araki |

| 6e journée            | Iran    | 0 - 0   | Ouzbékistan | Stade Azadi, Téhéran                            |                                                 |
| 11 juin 2024 UTC+3:30 |         | (0 - 0) |             | Spectateurs : 15 468 Arbitrage : Kim Jong-hyeok | Spectateurs : 15 468 Arbitrage : Kim Jong-hyeok |
| 11 juin 2024 UTC+3:30 | Rapport |         |             | Spectateurs : 15 468 Arbitrage : Kim Jong-hyeok | Spectateurs : 15 468 Arbitrage : Kim Jong-hyeok |

| 11 juin 2024 | Turkménistan | 0 - 0   | Hong Kong | Stade Achgabat, Achgabat                           |                                                    |
| UTC+5        |              | (0 - 0) |           | Spectateurs : 10 324 Arbitrage : Hussein Abo Yehia | Spectateurs : 10 324 Arbitrage : Hussein Abo Yehia |
| UTC+5        | Rapport      |         |           | Spectateurs : 10 324 Arbitrage : Hussein Abo Yehia | Spectateurs : 10 324 Arbitrage : Hussein Abo Yehia |

### Groupe F
| Rang | Équipe      | Pts | J | G | N | P | Bp | Bc | Diff |  | Résultats (▼ dom., ► ext.) |     |     |     |     |
| ---- | ----------- | --- | - | - | - | - | -- | -- | ---- |  | -------------------------- | --- | --- | --- | --- |
| 1    | Irak        | 18  | 6 | 6 | 0 | 0 | 17 | 2  | +15  |  | Irak                       |     | 5-1 | 3-1 | 1-0 |
| 2    | Indonésie   | 10  | 6 | 3 | 1 | 2 | 8  | 8  | 0    |  | Indonésie                  | 0-2 |     | 1-0 | 2-0 |
| 3    | Viêt Nam    | 6   | 6 | 2 | 0 | 4 | 6  | 10 | -4   |  | Viêt Nam                   | 0-1 | 0-3 |     | 3-2 |
| 4    | Philippines | 1   | 6 | 0 | 1 | 5 | 3  | 14 | -11  |  | Philippines                | 0-5 | 1-1 | 0-2 |     |

| 1re journée                  | Irak                                                               | 5 - 1   | Indonésie       | Basra Sports City Stadium, Bassorah         |                                             |
| 16 novembre 2023 17h45 UTC+3 | Resan 20e · Amat 35e (csc) · Rashid 60e · Amyn 81e · Al-Hamadi 88e | (2 - 1) | 45+3e Pattynama | Spectateurs : 64 447 Arbitrage : Ahmed Eisa | Spectateurs : 64 447 Arbitrage : Ahmed Eisa |
| 16 novembre 2023 17h45 UTC+3 | Rapport                                                            |         |                 | Spectateurs : 64 447 Arbitrage : Ahmed Eisa | Spectateurs : 64 447 Arbitrage : Ahmed Eisa |

| 16 novembre 2023 | Philippines | 0 - 2   | Viêt Nam                                    | Stade Rizal Memorial, Manille                     |                                                   |
| 19h00 UTC+8      |             | (0 - 1) | 16e Nguyễn Văn Toàn · 90+4e Nguyễn Đình Bắc | Spectateurs : 10 378 Arbitrage : Rustam Lutfullin | Spectateurs : 10 378 Arbitrage : Rustam Lutfullin |
| 19h00 UTC+8      | Rapport     |         |                                             | Spectateurs : 10 378 Arbitrage : Rustam Lutfullin | Spectateurs : 10 378 Arbitrage : Rustam Lutfullin |

| 2e journée                   | Philippines  | 1 - 1   | Indonésie   | Stade Rizal Memorial, Manille                  |                                                |
| 21 novembre 2023 19h00 UTC+8 | Reichelt 23e | (1 - 0) | 70e Ramdani | Spectateurs : 9 880 Arbitrage : Kim Jong-hyeok | Spectateurs : 9 880 Arbitrage : Kim Jong-hyeok |
| 21 novembre 2023 19h00 UTC+8 | Rapport      |         |             | Spectateurs : 9 880 Arbitrage : Kim Jong-hyeok | Spectateurs : 9 880 Arbitrage : Kim Jong-hyeok |

| 21 novembre 2023 | Viêt Nam | 0 - 1   | Irak      | Stade national Mỹ Đình, Hanoï                     |                                                   |
| 19h00 UTC+7      |          | (0 - 0) | 90+7e Ali | Spectateurs : 20 568 Arbitrage : Abdulla Al-Marri | Spectateurs : 20 568 Arbitrage : Abdulla Al-Marri |
| 19h00 UTC+7      | Rapport  |         |           | Spectateurs : 20 568 Arbitrage : Abdulla Al-Marri | Spectateurs : 20 568 Arbitrage : Abdulla Al-Marri |

| 3e journée                 | Indonésie | 1 - 0   | Viêt Nam | Stade Gelora-Bung-Karno, Jakarta               |                                                |
| 21 mars 2024 20h30 (UTC+7) | Egy 52e   | (0 - 0) |          | Spectateurs : 57 696 Arbitrage : Salman Falahi | Spectateurs : 57 696 Arbitrage : Salman Falahi |
| 21 mars 2024 20h30 (UTC+7) | Rapport   |         |          | Spectateurs : 57 696 Arbitrage : Salman Falahi | Spectateurs : 57 696 Arbitrage : Salman Falahi |

| 21 mars 2024  | Irak    | 1 - 0   | Philippines | Basra Sports City Stadium, Bassorah              |                                                  |
| 22h00 (UTC+3) | Ali 84e | (0 - 0) |             | Spectateurs : 63 750 Arbitrage : Abdullah Jamali | Spectateurs : 63 750 Arbitrage : Abdullah Jamali |
| 22h00 (UTC+3) | Rapport |         |             | Spectateurs : 63 750 Arbitrage : Abdullah Jamali | Spectateurs : 63 750 Arbitrage : Abdullah Jamali |

| 4e journée                 | Viêt Nam                     | 0 - 3   | Indonésie                                                                           | Stade national Mỹ Đình, Hanoï                    |                                                  |
| 26 mars 2024 19h00 (UTC+7) |                              | (0 - 2) | 9e Idzes · 23e Oratmangoen · 90+8e Sananta                                          | Spectateurs : 27 832 Arbitrage : Alireza Faghani | Spectateurs : 27 832 Arbitrage : Alireza Faghani |
| 26 mars 2024 19h00 (UTC+7) | Bui Hoang 34e · Dung Bui 46e | Rapport | 15e Idzes · 34e Mangkualam · 45e Ari · 45+2e Caraka · 66e Sulaeman · 90+6e Kambuaya | Spectateurs : 27 832 Arbitrage : Alireza Faghani | Spectateurs : 27 832 Arbitrage : Alireza Faghani |

| 26 mars 2024  | Philippines           | 0 - 5   | Irak                                                             | Stade Rizal Memorial, Manille                     |                                                   |
| 19h00 (UTC+8) |                       | (0 - 3) | 14e (pen.) 36e Hussein · 30e Al-Ammari · 62e Iqbal · 77e Tahseen | Spectateurs : 10 014 Arbitrage : Nazmi Nasaruddin | Spectateurs : 10 014 Arbitrage : Nazmi Nasaruddin |
| 19h00 (UTC+8) | Curran 10e · Baas 52e | Rapport |                                                                  | Spectateurs : 10 014 Arbitrage : Nazmi Nasaruddin | Spectateurs : 10 014 Arbitrage : Nazmi Nasaruddin |

| 5e journée                | Indonésie | 0 - 2   | Irak                           | Stade Gelora-Bung-Karno, Jakarta             |                                              |
| 6 juin 2024 16h00 (UTC+7) |           | (0 - 0) | 54e (pen.) Hussein · 88e Jasim | Spectateurs : 60 245 Arbitrage : Shaun Evans | Spectateurs : 60 245 Arbitrage : Shaun Evans |
| 6 juin 2024 16h00 (UTC+7) | Amat 59e  | Rapport |                                | Spectateurs : 60 245 Arbitrage : Shaun Evans | Spectateurs : 60 245 Arbitrage : Shaun Evans |

| 6 juin 2024   | Viêt Nam                                       | 3 - 2   | Philippines                | Stade national Mỹ Đình, Hanoï                 |                                               |
| 19h00 (UTC+7) | Nguyễn Tiến Linh 65e 76e · Phạm Tuấn Hải 90+5e | (0 - 0) | 62e Reichelt · 89e Ingreso | Spectateurs : 11 568 Arbitrage : Hanna Hattab | Spectateurs : 11 568 Arbitrage : Hanna Hattab |
| 19h00 (UTC+7) | Rapport                                        |         |                            | Spectateurs : 11 568 Arbitrage : Hanna Hattab | Spectateurs : 11 568 Arbitrage : Hanna Hattab |

| 6e journée                 | Irak                                   | 3 - 1   | Viêt Nam          | Basra International Stadium, Bassorah        |                                              |
| 11 juin 2024 21h00 (UTC+3) | H. Ali 12e · Jasim 71e · Hussein 90+2e | (1 - 0) | 84e Phạm Tuấn Hải | Spectateurs : 42 791 Arbitrage : Omar Al-Ali | Spectateurs : 42 791 Arbitrage : Omar Al-Ali |
| 11 juin 2024 21h00 (UTC+3) | Rapport                                |         |                   | Spectateurs : 42 791 Arbitrage : Omar Al-Ali | Spectateurs : 42 791 Arbitrage : Omar Al-Ali |

| 11 juin 2024  | Indonésie            | 2 - 0   | Philippines | Stade Gelora-Bung-Karno, Jakarta                  |                                                   |
| 19h30 (UTC+7) | Haye 32e · Ridho 56e | (1 - 0) |             | Spectateurs : 64 842 Arbitrage : Rustam Lutfullin | Spectateurs : 64 842 Arbitrage : Rustam Lutfullin |
| 19h30 (UTC+7) | Rapport              |         |             | Spectateurs : 64 842 Arbitrage : Rustam Lutfullin | Spectateurs : 64 842 Arbitrage : Rustam Lutfullin |

### Groupe G
| Rang | Équipe          | Pts | J | G | N | P | Bp | Bc | Diff |  | Résultats (▼ dom., ► ext.) |     |     |     |     |
| ---- | --------------- | --- | - | - | - | - | -- | -- | ---- |  | -------------------------- | --- | --- | --- | --- |
| 1    | Jordanie        | 13  | 6 | 4 | 1 | 1 | 16 | 4  | +12  |  | Jordanie                   |     | 0-2 | 3-0 | 7-0 |
| 2    | Arabie saoudite | 13  | 6 | 4 | 1 | 1 | 12 | 3  | +9   |  | Arabie saoudite            | 1-2 |     | 1-0 | 4-0 |
| 3    | Tadjikistan     | 8   | 6 | 2 | 2 | 2 | 11 | 7  | +4   |  | Tadjikistan                | 1-1 | 1-1 |     | 3-0 |
| 4    | Pakistan        | 0   | 6 | 0 | 0 | 6 | 1  | 26 | -25  |  | Pakistan                   | 0-3 | 0-3 | 1-6 |     |

| 1re journée                  | Arabie saoudite                                       | 4 - 0   | Pakistan | Stade Prince Abdullah bin Jalawi, Al-Hufuf    |                                               |
| 16 novembre 2023 19h30 UTC+3 | Al-Shehri 6e 48e (pen.) · Ghareeb 90+1e · Radif 90+6e | (1 - 0) |          | Spectateurs : 11 150 Arbitrage : Hanna Hattab | Spectateurs : 11 150 Arbitrage : Hanna Hattab |
| 16 novembre 2023 19h30 UTC+3 | Rapport                                               |         |          | Spectateurs : 11 150 Arbitrage : Hanna Hattab | Spectateurs : 11 150 Arbitrage : Hanna Hattab |

| 16 novembre 2023 | Tadjikistan | 1 - 1   | Jordanie        | Stade Pamir, Douchanbé                     |                                            |
| 18h00 UTC+5      | Samiev 89e  | (0 - 0) | 90+3e Al-Naimat | Spectateurs : 13 650 Arbitrage : Ali Sabah | Spectateurs : 13 650 Arbitrage : Ali Sabah |
| 18h00 UTC+5      | Rapport     |         |                 | Spectateurs : 13 650 Arbitrage : Ali Sabah | Spectateurs : 13 650 Arbitrage : Ali Sabah |

| 2e journée                   | Pakistan | 1 - 6   | Tadjikistan                                                                 | Stade sportif Jinnah, Islamabad               |                                               |
| 21 novembre 2023 14h00 UTC+5 | Nabi 21e | (1 - 4) | 9e 66e Kamolov · 13e Soirov · 26e Umarbayev · 45e Panjshanbe · 90+1e Samiev | Spectateurs : 18 316 Arbitrage : Yusuke Araki | Spectateurs : 18 316 Arbitrage : Yusuke Araki |
| 21 novembre 2023 14h00 UTC+5 | Rapport  |         |                                                                             | Spectateurs : 18 316 Arbitrage : Yusuke Araki | Spectateurs : 18 316 Arbitrage : Yusuke Araki |

| 21 novembre 2023 | Jordanie | 0 - 2   | Arabie saoudite  | Stade international d'Amman, Amman            |                                               |
| 19h00 UTC+3      |          | (0 - 2) | 8e 30e Al-Shehri | Spectateurs : 13 845 Arbitrage : Ahmed Al-Kaf | Spectateurs : 13 845 Arbitrage : Ahmed Al-Kaf |
| 19h00 UTC+3      | Rapport  |         |                  | Spectateurs : 13 845 Arbitrage : Ahmed Al-Kaf | Spectateurs : 13 845 Arbitrage : Ahmed Al-Kaf |

| 3e journée               | Pakistan | 0 - 3   | Jordanie                            | Stade sportif Jinnah, Islamabad                  |                                                  |
| 21 mars 2024 14h00 UTC+5 |          | (0 - 2) | 2e 86e Al-Taamari · 9e (pen.) Olwan | Spectateurs : 9 625 Arbitrage : Rustam Lutfullin | Spectateurs : 9 625 Arbitrage : Rustam Lutfullin |
| 21 mars 2024 14h00 UTC+5 | Rapport  |         |                                     | Spectateurs : 9 625 Arbitrage : Rustam Lutfullin | Spectateurs : 9 625 Arbitrage : Rustam Lutfullin |

| 21 mars 2024 | Arabie saoudite | 1 - 0   | Tadjikistan | Stade KSU, Riyad                               |                                                |
| 22h00 UTC+3  | Al-Dawsari 23e  | (1 - 0) |             | Spectateurs : 18 756 Arbitrage : Muhammad Taqi | Spectateurs : 18 756 Arbitrage : Muhammad Taqi |
| 22h00 UTC+3  | Rapport         |         |             | Spectateurs : 18 756 Arbitrage : Muhammad Taqi | Spectateurs : 18 756 Arbitrage : Muhammad Taqi |

| 4e journée               | Jordanie                                                                              | 7 - 0   | Pakistan  | Stade international d'Amman, Amman                   |                                                      |
| 26 mars 2024 21h00 UTC+3 | Al-Tamari 15e 62e 79e · Al Naimat 28e (pen.) · Al Rosan 52e · Olwan 75e · Sharara 83e | (2 - 0) |           | Spectateurs : 14 695 Arbitrage : Nivon Robesh Gamini | Spectateurs : 14 695 Arbitrage : Nivon Robesh Gamini |
| 26 mars 2024 21h00 UTC+3 | Marie 58e                                                                             | Rapport | 46e Ghazi | Spectateurs : 14 695 Arbitrage : Nivon Robesh Gamini | Spectateurs : 14 695 Arbitrage : Nivon Robesh Gamini |

| 26 mars 2024 | Tadjikistan   | 1 - 1   | Arabie saoudite | Stade Pamir, Douchanbé                          |                                                 |
| 20h00 UTC+5  | Soirov 80e    | (0 - 0) | 46e Al-Buraikan | Spectateurs : 13 300 Arbitrage : Kim Jong-hyeok | Spectateurs : 13 300 Arbitrage : Kim Jong-hyeok |
| 20h00 UTC+5  | Dzhalilov 82e | Rapport | 74e Al-Owais    | Spectateurs : 13 300 Arbitrage : Kim Jong-hyeok | Spectateurs : 13 300 Arbitrage : Kim Jong-hyeok |

| 5e journée              | Pakistan | 0 - 3   | Arabie saoudite                     | Stade sportif Jinnah, Islamabad                 |                                                 |
| 6 juin 2024 20h30 UTC+5 |          | (0 - 2) | 26e 41e Al-Buraikan · 59e Al-Juwayr | Spectateurs : 20 124 Arbitrage : Ammar Mahfoodh | Spectateurs : 20 124 Arbitrage : Ammar Mahfoodh |
| 6 juin 2024 20h30 UTC+5 | Rapport  |         |                                     | Spectateurs : 20 124 Arbitrage : Ammar Mahfoodh | Spectateurs : 20 124 Arbitrage : Ammar Mahfoodh |

| 6 juin 2024 | Jordanie                                | 3 - 0   | Tadjikistan | Stade international d'Amman, Amman            |                                               |
| 20h30 UTC+3 | Olwan 51e · Al-Naimat 68e · Sadeh 90+4e | (0 - 0) |             | Spectateurs : 14 795 Arbitrage : Ahmed Al-Kaf | Spectateurs : 14 795 Arbitrage : Ahmed Al-Kaf |
| 20h30 UTC+3 | Rapport                                 |         |             | Spectateurs : 14 795 Arbitrage : Ahmed Al-Kaf | Spectateurs : 14 795 Arbitrage : Ahmed Al-Kaf |

| 6e journée         | Arabie saoudite | 1 - 2   | Jordanie                      | KSU Stadium, Riyad                             |                                                |
| 11 juin 2024 UTC+3 | Lajami 16e      | (1 - 2) | 27e Olwan · 45+2e Al-Rawabdeh | Spectateurs : 17 871 Arbitrage : Adel Al-Naqbi | Spectateurs : 17 871 Arbitrage : Adel Al-Naqbi |
| 11 juin 2024 UTC+3 | Rapport         |         |                               | Spectateurs : 17 871 Arbitrage : Adel Al-Naqbi | Spectateurs : 17 871 Arbitrage : Adel Al-Naqbi |

| 11 juin 2024 | Tadjikistan                                | 3 - 0   | Pakistan | Stade Pamir, Douchanbé                            |                                                   |
| 20h00 UTC+5  | Mabatshoev 35e · Safarov 65e · Hanonov 70e | (1 - 0) |          | Spectateurs : 7 800 Arbitrage : Mooud Bonyadifard | Spectateurs : 7 800 Arbitrage : Mooud Bonyadifard |
| 20h00 UTC+5  | Rapport                                    |         |          | Spectateurs : 7 800 Arbitrage : Mooud Bonyadifard | Spectateurs : 7 800 Arbitrage : Mooud Bonyadifard |

### Groupe H
| Rang | Équipe              | Pts | J | G | N | P | Bp | Bc | Diff |  | Résultats (▼ dom., ► ext.) |     |     |     | Drapeau du Népal |
| ---- | ------------------- | --- | - | - | - | - | -- | -- | ---- |  | -------------------------- | --- | --- | --- | ---------------- |
| 1    | Émirats arabes unis | 16  | 6 | 5 | 1 | 0 | 16 | 2  | +14  |  | Émirats arabes unis        |     | 1-1 | 2-1 | 4-0              |
| 2    | Bahreïn             | 11  | 6 | 3 | 2 | 1 | 11 | 3  | +8   |  | Bahreïn                    | 0-2 |     | 0-0 | 3-0              |
| 3    | Yémen               | 5   | 6 | 1 | 2 | 3 | 5  | 9  | -4   |  | Yémen                      | 0-3 | 0-2 |     | 2-2              |
| 4    | Népal               | 1   | 6 | 0 | 1 | 5 | 2  | 20 | -18  |  | Népal                      | 0-4 | 0-5 | 0-2 |                  |

| 1re journée                    | Émirats arabes unis                                   | 4 - 0   | Népal | Stade Al-Maktoum, Dubaï                                |                                                        |
| 16 novembre 2023 19h45 (UTC+4) | Al Hammadi 11e · Mabkhout 36e (pen.) 44e · Lima 45+1e | (4 - 0) |       | Spectateurs : 3 640 Arbitrage : Hettikamkanamge Perera | Spectateurs : 3 640 Arbitrage : Hettikamkanamge Perera |
| 16 novembre 2023 19h45 (UTC+4) | Rapport                                               |         |       | Spectateurs : 3 640 Arbitrage : Hettikamkanamge Perera | Spectateurs : 3 640 Arbitrage : Hettikamkanamge Perera |

| 16 novembre 2023 | Yémen   | 0 - 2   | Bahreïn                            | Stade Prince Sultan bin Abdul Aziz, Abha ( Arabie saoudite) |                                                |
| 21h00 (UTC+3)    |         | (0 - 1) | 38e Marhoon · 48e (csc) Al Zubaidi | Spectateurs : 1 291 Arbitrage : Kim Jong-hyeok              | Spectateurs : 1 291 Arbitrage : Kim Jong-hyeok |
| 21h00 (UTC+3)    | Rapport |         |                                    | Spectateurs : 1 291 Arbitrage : Kim Jong-hyeok              | Spectateurs : 1 291 Arbitrage : Kim Jong-hyeok |

| 2e journée                        | Népal   | 0 - 2   | Yémen                           | Stade Dasarath-Rangasala, Katmandou          |                                              |
| 21 novembre 2023 19h00 (UTC+5:45) |         | (0 - 0) | 72e O. Al-Dahi · 90e M. Al-Dahi | Spectateurs : 13 735 Arbitrage : Shen Yinhao | Spectateurs : 13 735 Arbitrage : Shen Yinhao |
| 21 novembre 2023 19h00 (UTC+5:45) | Rapport |         |                                 | Spectateurs : 13 735 Arbitrage : Shen Yinhao | Spectateurs : 13 735 Arbitrage : Shen Yinhao |

| 21 novembre 2023 | Bahreïn | 0 - 2   | Émirats arabes unis               | Stade national de Bahreïn, Riffa                   |                                                    |
| 18h45 (UTC+3)    |         | (0 - 1) | 36e Ramadan · 90e (pen.) Mabkhout | Spectateurs : 18 267 Arbitrage : Mohammed Al-Hoish | Spectateurs : 18 267 Arbitrage : Mohammed Al-Hoish |
| 18h45 (UTC+3)    | Rapport |         |                                   | Spectateurs : 18 267 Arbitrage : Mohammed Al-Hoish | Spectateurs : 18 267 Arbitrage : Mohammed Al-Hoish |

| 3e journée                 | Népal   | 0 - 5   | Bahreïn                                                                     | Stade national de Bahreïn, Riffa ( Bahreïn) |                                           |
| 21 mars 2024 22h00 (UTC+3) |         | (0 - 3) | 2e Al-Humaidan · 4e Baqer · 45+4e Madan · 87e Al-Khattal · 90+6e Abdullatif | Spectateurs : 5 041 Arbitrage : Alex King   | Spectateurs : 5 041 Arbitrage : Alex King |
| 21 mars 2024 22h00 (UTC+3) | Rapport |         |                                                                             | Spectateurs : 5 041 Arbitrage : Alex King   | Spectateurs : 5 041 Arbitrage : Alex King |

| 21 mars 2024  | Émirats arabes unis  | 2 - 1   | Yémen            | Stade Al-Nahyan, Abou Dabi                           |                                                      |
| 22h00 (UTC+4) | Saleh 24e · Adil 72e | (1 - 0) | 69e (csc) Idrees | Spectateurs : 2 948 Arbitrage : Mohanad Qasim Sarray | Spectateurs : 2 948 Arbitrage : Mohanad Qasim Sarray |
| 22h00 (UTC+4) | Rapport              |         |                  | Spectateurs : 2 948 Arbitrage : Mohanad Qasim Sarray | Spectateurs : 2 948 Arbitrage : Mohanad Qasim Sarray |

| 4e journée                 | Bahreïn                                    | 3 - 0   | Népal                                  | Stade national de Bahreïn, Riffa             |                                              |
| 26 mars 2024 22h00 (UTC+3) | Baqer 7e · Helal 18e (pen.) · Al Aswad 36e | (3 - 0) |                                        | Spectateurs : 2 475 Arbitrage : Ryo Tanimoto | Spectateurs : 2 475 Arbitrage : Ryo Tanimoto |
| 26 mars 2024 22h00 (UTC+3) |                                            | Rapport | 71e Bista · 75e Shresta · 90+6e Henjan | Spectateurs : 2 475 Arbitrage : Ryo Tanimoto | Spectateurs : 2 475 Arbitrage : Ryo Tanimoto |

| 26 mars 2024  | Yémen        | 0 - 3   | Émirats arabes unis                                            | Cité du sport du Prince Saud bin Jalawi, Khobar ( Arabie saoudite) |                                                 |
| 22h00 (UTC+3) |              | (0 - 3) | 14e 22e Lima · 35e Adil                                        | Spectateurs : 1 135 Arbitrage : Ilgiz Tantashev                    | Spectateurs : 1 135 Arbitrage : Ilgiz Tantashev |
| 22h00 (UTC+3) | Gahwashi 84e | Rapport | 29e Al Attas · 62e Adil · 73e Khaled Ebraheim · 84e Al Hammadi | Spectateurs : 1 135 Arbitrage : Ilgiz Tantashev                    | Spectateurs : 1 135 Arbitrage : Ilgiz Tantashev |

| 5e journée                | Népal   | 0 - 4   | Émirats arabes unis                        | Stade Prince Mohamed bin Fahd, Dammam ( Arabie saoudite) |                                               |
| 6 juin 2024 19h00 (UTC+3) |         | (0 - 2) | 12e 14e Abdalla · 53e Saleh · 75e Mohammad | Spectateurs : 2 450 Arbitrage : Payam Heydari            | Spectateurs : 2 450 Arbitrage : Payam Heydari |
| 6 juin 2024 19h00 (UTC+3) | Rapport |         |                                            | Spectateurs : 2 450 Arbitrage : Payam Heydari            | Spectateurs : 2 450 Arbitrage : Payam Heydari |

| 6 juin 2024   | Bahreïn | 0 - 0   | Yémen | Stade national de Bahreïn, Riffa                 |                                                  |
| 20h30 (UTC+3) |         | (0 - 0) |       | Spectateurs : 2 632 Arbitrage : Nazmi Nasaruddin | Spectateurs : 2 632 Arbitrage : Nazmi Nasaruddin |
| 20h30 (UTC+3) | Rapport |         |       | Spectateurs : 2 632 Arbitrage : Nazmi Nasaruddin | Spectateurs : 2 632 Arbitrage : Nazmi Nasaruddin |

| 6e journée                 | Émirats arabes unis | 1 - 1   | Bahreïn        | Zabeel Stadium, Dubaï                 |                                       |
| 11 juin 2024 21h00 (UTC+4) | Adil 10e            | (1 - 1) | 4e Abduljabbar | Spectateurs : 953 Arbitrage : Ma Ning | Spectateurs : 953 Arbitrage : Ma Ning |
| 11 juin 2024 21h00 (UTC+4) | Rapport             |         |                | Spectateurs : 953 Arbitrage : Ma Ning | Spectateurs : 953 Arbitrage : Ma Ning |

| 11 juin 2024  | Yémen                                    | 2 - 2   | Népal                 | Stade Prince Mohamed bin Fahd, Dammam ( Arabie saoudite) |                                             |
| 21h00 (UTC+3) | Al-Gahwashi 9e (pen.) · M. Al-Dahi 90+1e | (1 - 1) | 22e Bista · 66e Karki | Spectateurs : 905 Arbitrage : Ahmad Ibrahim              | Spectateurs : 905 Arbitrage : Ahmad Ibrahim |
| 21h00 (UTC+3) | Rapport                                  |         |                       | Spectateurs : 905 Arbitrage : Ahmad Ibrahim              | Spectateurs : 905 Arbitrage : Ahmad Ibrahim |

### Groupe I
| Rang | Équipe     | Pts | J | G | N | P | Bp | Bc | Diff |  | Résultats (▼ dom., ► ext.) |     |     |     |     |
| ---- | ---------- | --- | - | - | - | - | -- | -- | ---- |  | -------------------------- | --- | --- | --- | --- |
| 1    | Australie  | 18  | 6 | 6 | 0 | 0 | 22 | 0  | +22  |  | Australie                  |     | 5-0 | 2-0 | 7-0 |
| 2    | Palestine  | 8   | 6 | 2 | 2 | 2 | 6  | 6  | 0    |  | Palestine                  | 0-1 |     | 0-0 | 5-0 |
| 3    | Liban      | 6   | 6 | 1 | 3 | 2 | 5  | 8  | -3   |  | Liban                      | 0-5 | 0-0 |     | 4-0 |
| 4    | Bangladesh | 1   | 6 | 0 | 1 | 5 | 1  | 20 | -19  |  | Bangladesh                 | 0-2 | 0-1 | 1-1 |     |

| 1re journée                     | Australie                                                       | 7 - 0   | Bangladesh | AAMI Park, Melbourne                              |                                                   |
| 16 novembre 2023 20h00 (UTC+11) | Souttar 4e · Borrello 20e · Duke 37e 40e · Maclaren 49e 70e 84e | (4 - 0) |            | Spectateurs : 20 876 Arbitrage : Ahrol Risqullaev | Spectateurs : 20 876 Arbitrage : Ahrol Risqullaev |
| 16 novembre 2023 20h00 (UTC+11) | Rapport                                                         |         |            | Spectateurs : 20 876 Arbitrage : Ahrol Risqullaev | Spectateurs : 20 876 Arbitrage : Ahrol Risqullaev |

| 16 novembre 2023 | Liban   | 0 - 0   | Palestine | Stade Khalid bin Mohammed, Charjah ( Émirats arabes unis) |                                               |
| 18h00 (UTC+4)    |         | (0 - 0) |           | Spectateurs : 200 Arbitrage : Adham Makhadmeh             | Spectateurs : 200 Arbitrage : Adham Makhadmeh |
| 18h00 (UTC+4)    | Rapport |         |           | Spectateurs : 200 Arbitrage : Adham Makhadmeh             | Spectateurs : 200 Arbitrage : Adham Makhadmeh |

| 2e journée                     | Bangladesh   | 1 - 1   | Liban     | Bashundhara Kings Arena, Dacca               |                                              |
| 21 novembre 2023 17h45 (UTC+6) | Morsalin 72e | (0 - 0) | 67e Osman | Spectateurs : 6 297 Arbitrage : Kim Dae-yong | Spectateurs : 6 297 Arbitrage : Kim Dae-yong |
| 21 novembre 2023 17h45 (UTC+6) | Rapport      |         |           | Spectateurs : 6 297 Arbitrage : Kim Dae-yong | Spectateurs : 6 297 Arbitrage : Kim Dae-yong |

| 21 novembre 2023 | Palestine | 0 - 1   | Australie   | Stade international Jaber Al-Ahmad, Koweït ( Koweït) |                                                 |
| 17h00 (UTC+3)    |           | (0 - 1) | 18e Souttar | Spectateurs : 14 537 Arbitrage : Qasim Al-Hatmi      | Spectateurs : 14 537 Arbitrage : Qasim Al-Hatmi |
| 17h00 (UTC+3)    | Rapport   |         |             | Spectateurs : 14 537 Arbitrage : Qasim Al-Hatmi      | Spectateurs : 14 537 Arbitrage : Qasim Al-Hatmi |

| 3e journée                  | Australie              | 2 - 0   | Liban | Western Sydney Stadium, Sydney                   |                                                  |
| 21 mars 2024 20h10 (UTC+11) | Baccus 5e · Rowles 54e | (1 - 0) |       | Spectateurs : 27 026 Arbitrage : Khamis Al-Marri | Spectateurs : 27 026 Arbitrage : Khamis Al-Marri |
| 21 mars 2024 20h10 (UTC+11) | Rapport                |         |       | Spectateurs : 27 026 Arbitrage : Khamis Al-Marri | Spectateurs : 27 026 Arbitrage : Khamis Al-Marri |

| 21 mars 2024  | Palestine                              | 5 - 0   | Bangladesh | Stade international Jaber Al-Ahmad, Koweït ( Koweït) |                                              |
| 21h30 (UTC+3) | Dabbagh 43e 53e 77e · Qunbar 45+1e 49e | (2 - 0) |            | Spectateurs : 37 432 Arbitrage : Shen Yinhao         | Spectateurs : 37 432 Arbitrage : Shen Yinhao |
| 21h30 (UTC+3) | Rapport                                |         |            | Spectateurs : 37 432 Arbitrage : Shen Yinhao         | Spectateurs : 37 432 Arbitrage : Shen Yinhao |

| 4e journée                 | Bangladesh                                        | 0 - 1   | Palestine                                        | Bashundhara Kings Arena, Dacca                   |                                                  |
| 26 mars 2024 15h30 (UTC+6) |                                                   | (0 - 0) | 90+4e Termanini                                  | Spectateurs : 5 195 Arbitrage : Nasrullo Kabirov | Spectateurs : 5 195 Arbitrage : Nasrullo Kabirov |
| 26 mars 2024 15h30 (UTC+6) | Ghost 7e · Uddin 27e · Rahman Jony 45e · Rana 80e | Rapport | 24e, 90+2e Mahajna · 75e Kharoub · 90+8e Saldaña | Spectateurs : 5 195 Arbitrage : Nasrullo Kabirov | Spectateurs : 5 195 Arbitrage : Nasrullo Kabirov |

| 26 mars 2024   | Liban                                      | 0 - 5   | Australie                                                  | Stade de Canberra, Canberra ( Australie)           |                                                    |
| 19h45 (UTC+11) |                                            | (0 - 1) | 2e Yengi · 47e (csc) Jradi · 48e 81e Goodwin · 68e Iredale | Spectateurs : 25 023 Arbitrage : Mooud Bonyadifard | Spectateurs : 25 023 Arbitrage : Mooud Bonyadifard |
| 19h45 (UTC+11) | Lajud Martinez 46e · Sisi 51e · Khamis 66e | Rapport | 12e Duke · 90+5e Silvera                                   | Spectateurs : 25 023 Arbitrage : Mooud Bonyadifard | Spectateurs : 25 023 Arbitrage : Mooud Bonyadifard |

| 5e journée                | Bangladesh | 0 - 2   | Australie               | Bashundhara Kings Arena, Dacca             |                                            |
| 6 juin 2024 16h45 (UTC+6) |            | (0 - 1) | 29e Hrustic · 62e Yengi | Spectateurs : 5 227 Arbitrage : Jansen Foo | Spectateurs : 5 227 Arbitrage : Jansen Foo |
| 6 juin 2024 16h45 (UTC+6) | Rapport    |         |                         | Spectateurs : 5 227 Arbitrage : Jansen Foo | Spectateurs : 5 227 Arbitrage : Jansen Foo |

| 6 juin 2024   | Palestine | 0 - 0   | Liban | Stade Jassim-bin-Hamad, Doha ( Qatar)                 |                                                       |
| 19h00 (UTC+3) |           | (0 - 0) |       | Spectateurs : 2 428 Arbitrage : Abdulrahman Al-Jassim | Spectateurs : 2 428 Arbitrage : Abdulrahman Al-Jassim |
| 19h00 (UTC+3) | Rapport   |         |       | Spectateurs : 2 428 Arbitrage : Abdulrahman Al-Jassim | Spectateurs : 2 428 Arbitrage : Abdulrahman Al-Jassim |

| 6e journée                 | Australie                                                            | 5 - 0   | Palestine | Perth Oval, Perth                                 |                                                   |
| 11 juin 2024 20h10 (UTC+8) | Yengi 5e (pen.) 41e · Taggart 26e · Boyle 53e · Irankunda 87e (pen.) | (3 - 0) |           | Spectateurs : 18 261 Arbitrage : Khalid Al-Turais | Spectateurs : 18 261 Arbitrage : Khalid Al-Turais |
| 11 juin 2024 20h10 (UTC+8) | Rapport                                                              |         |           | Spectateurs : 18 261 Arbitrage : Khalid Al-Turais | Spectateurs : 18 261 Arbitrage : Khalid Al-Turais |

| 11 juin 2024  | Liban                                   | 4 - 0   | Bangladesh | Stade Jassim-bin-Hamad, Doha ( Qatar)              |                                                    |
| 19h00 (UTC+3) | Maatouk 5e (pen.) 49e 60e · Matar 45+2e | (2 - 0) |            | Spectateurs : 13 721 Arbitrage : Razlan Joffri Ali | Spectateurs : 13 721 Arbitrage : Razlan Joffri Ali |
| 19h00 (UTC+3) | Rapport                                 |         |            | Spectateurs : 13 721 Arbitrage : Razlan Joffri Ali | Spectateurs : 13 721 Arbitrage : Razlan Joffri Ali |